# Izobraževalno-rehabilitacijska fakulteta v Zagrebu
Izobraževalno-rehabilitacijska fakulteta (izvirno hrvaško Edukacijsko-rehabilitacijski fakultet u Zagrebu), s sedežem v Zagrebu, je fakulteta, ki je članica Univerze v Zagrebu.